# Ankermieter
Der Ankermieter, auch Anker-Geschäft (von engl. anchor tenant), ist ein Haupt- oder Großnutzer innerhalb einer gewerblich genutzten Immobilie. Der Begriff ist im gesamten deutschsprachigen Raum gebräuchlich und wird vorzugsweise im Zusammenhang mit Einzelhandelsimmobilien und Einkaufszentren verwendet, bei denen der Ankermieter die größte Kundenzahl für das gesamte Objekt anzieht.

## Ökonomische Bedeutung
Der Ankermieter besitzt eine überdurchschnittliche Anziehungskraft auf Kunden und wird daher auch als Magnetbetrieb bezeichnet. Dabei spielt die Positionierung innerhalb des Immobilienobjekts eine wichtige Rolle, denn von der Anziehungskraft des Ankermieters profitieren die anderen, kleineren Geschäfte. Die typische Mall, die aus einer Einkaufspassage mit kleineren Geschäften zwischen zwei Ankermietern besteht, geht zurück auf die Idee von Victor Gruen. Eine Weiterentwicklung stellt das Urban Entertainment Center dar.
Wirtschaftlich gesehen sorgt der Ankermieter (bei größeren Zentren auch mehrere) für die höchste Kundenfrequenz. Auch aufgrund der meist großen Mietfläche liegen die Mieten von Ankermietern vergleichsweise niedrig, so dass der wirtschaftliche Nutzen für den Eigentümer vorwiegend aus den anderen Mietflächen generiert wird. Seine Funktion als Anker entfalten diese Mieter z. B. am Ende einer langen Ladenzeile, wo durch die (schlechtere) Lage auch die niedrigere Miete gerechtfertigt wird. Bei neuen Projekten muss der Ankermieter zuerst gebunden werden, da sich der Zuschnitt und die Belegung der restlichen Flächen (Branchenmix) nach ihm richtet. Ankermieter sind häufig große Warenhäuser, Elektronikmärkte oder große Textilhändler und nicht selten sogar als Investoren an den Projekten beteiligt.
Der Ankermieter ist daher auch ein Schwachpunkt in der Ökonomie eines Einkaufszentrums. Der Auszug eines Ankermieters kann rasch dazu führen, dass die anderen Mieter wegen zu geringer Kundenfrequenz ebenfalls wegziehen (Dead Mall), dass die Einnahmen die Kosten nicht decken oder aber kurzfristig ein neuer Ankermieter (für das Zentrum oft zu unvorteilhaften Konditionen) gebunden werden muss, um die genannten Effekte zu vermeiden. Daher kann ein Ankermieter das Management des Zentrums unter Umständen unter Druck setzen, um eigene Ziele durchzusetzen.

## Wettbewerbsrecht
Nach einer Entscheidung des Europäischen Gerichtshofs vom 26. November 2015 kann ein Mietvertrag, in dem das Recht des Vermieters beschränkt wird, ohne die vorherige Zustimmung des Ankermieters andere Geschäftsraummietverträge mit potenziellen Konkurrenten des Ankermieters abzuschließen, wettbewerbswidrig sein. Ein Verstoß gegen das Kartellverbot des Art. 101 AEUV liegt aber nur dann vor, wenn eine detaillierte Prüfung des wirtschaftlichen und rechtlichen Zusammenhangs ergibt, dass die betreffende Vertragsklausel erheblich zur Abschottung des Marktes beiträgt.